# Pantaleon (Konrad von Würzburg)
Pantaleon ist eine mittelhochdeutsche Verslegende von dem als Großmärtyrer und Wundertäter verehrten Heiligen Pantaleon, die Konrad von Würzburg gegen Ende des 13. Jahrhunderts (um 1270) im Auftrag eines Basler Bürgers verfasste und auf eine lateinische Fassung zurückgeht.

## Entstehungs- und Überlieferungsgeschichte
Konrad von Würzburg war Auftragsdichter und schrieb seine Werke meist für Basler und Straßburger Auftraggeber. Auch die Legendenbearbeitung des Pantaleon-Stoffes erfolgte nicht aus eigenem Antrieb, sondern auf Anregung und Bestellung des Basler Bürgers Johannes von Arguel. Konrad nennt den Namen seines Gönners am Ende seiner Legende (V. 2140) und gibt dabei auch zu, dass er für miete lone (V. 2144) gearbeitet habe. Da der Dichter die familiäre Herkunft seines Auftraggebers explizit betont (V. 2141), liegt die Vermutung nahe, dass dieser aus einem besonders einflussreichen und angesehenen Bürgergeschlecht Basels stammte. Obwohl für die Zeit der Abfassung der Legende noch kein verbreiteter Pantaleonskult in Basel nachgewiesen werden kann, ist davon auszugehen, dass der Heilige dort durchaus bekannt war. Konrads Auftraggeber beabsichtigte vermutlich, die bereits bestehende Verehrung Pantaleons zusätzlich zu fördern und versprach sich davon nicht nur einen Prestigegewinn und die Festigung seiner gesellschaftlichen Stellung, sondern auch die Förderung seines Seelenheils. Zur vertraglichen Verpflichtung Konrads gehörte es deshalb auch, am Ende der Legende zum Gebet für den Auftraggeber aufzurufen (V. 2150–2153).
Konrads von Würzburg Pantaleon ist nur in einer einzigen Handschrift überliefert (Codex Vindobonensis 2884, Sammelhandschrift) und in niederalemannischer Mundart geschrieben. Der Codex wird in der Österreichischen Nationalbibliothek aufbewahrt und ist um 1380/90 datiert. Er enthält neben Konrads Pantaleon auch Rudolfs von Ems Barlaam und Josaphat sowie 39 Erzählungen des Strickers. Da die letzten 6 Blätter aus dieser Papierhandschrift herausgeschnitten wurden und Konrads Legende am Ende eingetragen ist, liegt die Vermutung nahe, dass die letzten Verse des Pantaleon fehlen. Es ist zwar mühsam, darüber zu spekulieren, was auf diesen fehlenden Seiten verzeichnet sein könnte, aber das Fehlen der Blätter könnte eine Erklärung dafür sein, dass, anders als in Konrads anderen epischen Texten, die Verfassernennung im Pantaleon fehlt.
Konrad betont am Ende der Legende, dass seine volkssprachliche Bearbeitung auf einer lateinischen Fassung der Pantaleon-Legende basiere (V. 2145–2148). Es erwies sich jedoch als unmöglich, die lateinische Quelle, die seiner Legendenbearbeitung zugrunde liegt, genau zu eruieren, sodass sich die Quellenfrage bis heute nicht befriedigend klären ließ. 
In allen überlieferten lateinischen Pantaleon-Legenden gilt Nikomedien als Schauplatz der Handlung, während Konrad diesen nach Rom verlegte. Warum er diese Änderung vornahm, ist unklar. Sie könnte auf einem Fehler in seiner Quelle beruhen; wahrscheinlicher ist jedoch, dass Konrad den Handlungsschauplatz ganz bewusst nach Rom verlegte, weil er das Geschehen von Nikomedien, das von Zeitgenossen sicher als Randgebiet wahrgenommen wurde, ins Zentrum des abendländischen Christentums rücken wollte.

## Prolog (V. 1–66)
Bereits in den ersten Zeilen erläutert Konrad von Würzburg ganz allgemein den wesentlichen Nutzen aller Märtyrerlegenden. Die Erzählung soll all denen, die sie hören oder lesen, den Weg zum Heil zeigen, denn von Menschen zu erfahren, die durch ihre Leiden und Qualen das ewige Leben erworben haben, führe zur Abkehr von der Sünde (V. 18–19) und damit zur Hinwendung zu einem neuen, gottgefälligen Leben. Der Märtyrertod soll die vorbildliche Tugend beispielhaft vor Augen führen, denn wenn das tugendhafte Leben des heiligen Märtyrers als Vorbild begriffen wird, bewirke dies beim Rezipienten in sittlichreligiöser Hinsicht eine Besserung (V. 20–23). Im Folgenden kündigt Konrad an, wahrheitsgemäß von einem Märtyrer zu berichten, dessen Heilswirken auch gegenwärtig noch wirksam sei (V. 40), ohne jedoch seinen Namen zu erwähnen.

## Darstellung des Idealbilds eines heiligen Märtyrers
Nachdem Konrad im Prolog zunächst die Funktion von Heiligenlegenden zusammenfasst, führt er ab Vers 67 knapp in die Zeit der Handlung ein und schildert die Not der Christen durch die Verfolgung durch Kaiser Maximian. Bevor Pantaleon selbst, sein Tugendreichtum und seine äußere Erscheinung vorgestellt werden, macht der Dichter kurze Angaben über die Herkunft Pantaleons, die bereits seine Neigung zu Christentum demonstrieren, obwohl er zunächst nicht getauft (V. 357) und damit kein vollwertiges Mitglied der christlichen Gemeinde ist. Pantaleons Vater Eustorius ist zwar Heide (V. 202), aber er wird als tvgende riche man (V. 106) geschildert, der sich dem Christentum nicht verschließt, zumal seine Ehefrau Christin war. Pantaleons verstorbene Mutter war bereits getauft (V. 203), aber dennoch erscheint Pantaleon nicht als bereits von Geburt an zur Heiligkeit erwählt. Seine Heiligkeit offenbart sich nicht in der göttlichen Erwählung, sondern vielmehr in seiner Tugendvollkommenheit. So ist bereits die Vorstellung Pantaleons zu Beginn der Legende darauf ausgerichtet, Tugenden herauszustellen, die seine spätere Heiligkeit begründen.
Pantaleons Schönheit wird an mehreren Stellen im Text betont (V. 107, 122, 124). Entsprechend dem Schönheitskonzept in der mittelalterlichen Literatur ist äußere körperliche Schönheit Spiegel der Seele und geht mit innerer Vollkommenheit einher. Christliche Heilige, vor allem männliche, sind meist durch eine außerordentliche Schönheit ausgezeichnet, die sichtbares Zeichen göttlicher Erwählung und Abbild innerer Tugendhaftigkeit ist. Somit demonstriert die äußere Schönheit und Makellosigkeit des noch ungetauften Pantaleons bereits seine spätere Erwählung zum Heiligen.
Auch die Charaktereigenschaften, die Pantaleon schon vor seiner Taufe zugesprochen werden, etwa seine guete (V. 116) und milte (V. 117), verweisen auf Tugenden, die auf seine künftige Heiligkeit bezogen sind. Obwohl explizit betont wird, dass er noch nicht getauft ist (V. 357), ist er bereits durch die Predigt seines Lehrers Ermolaus vom Geist Gottes enphlamet (V. 254–258), sieht sich selbst als Gottes kneht (V. 332), wird auch von Konrad als solcher bezeichnet (V. 356) und nimmt eine christliche Gebetshaltung ein (V. 302–305), womit deutlich wird, dass er schon vor seiner Taufe ein Anhänger der christlichen Religion ist. Dennoch scheint er noch an der Macht Gottes zu zweifeln und will diese erst erproben. Er stellt Gott ein Ultimatum, was religiös zwar nicht ganz unbedenklich ist, womit Konrad jedoch lediglich betonen will, dass Pantaleons endgültige Hinwendung zum christlichen Glauben noch nicht ganz vollzogen ist. Erst nachdem sein Gebet die wundersame Errettung eines Kindes von einer Schlange bewirkt, Gott seine Macht also erwiesen hat, dankt ihm Pantaleon und beschließt nun, sich von Ermolaus taufen zu lassen (V. 364–369).
Im Folgenden bemüht er sich, nicht nur seinen Vater, sondern auch andere zum Christentum zu bekehren und ständig für sein Bekenntnis einzutreten. In Anwesenheit seines noch zweifelnden Vaters heilt er einen Blinden, woraufhin sich Eustorius noch kurz vor seinem Tod taufen lässt (V. 636–691).
Konrad betont immer wieder die Glaubensbeständigkeit (V. 1189–1197; 1344–1346), Furchtlosigkeit (V. 942–947; 1310–1311), Geduld (V. 1210–1211) und Demut (V. 1081–1083; 2082–2083) Pantaleons, womit nicht nur die Erwählung, die daraus resultierende Heiligkeit und seine besondere Nähe zu Gott, sondern auch sein Märtyrerstatus nachdrücklich akzentuiert werden. Obwohl Kaiser Maximian zunächst versucht, ihn freundlich umzustimmen, ihm hierfür auch eine hohe Belohnung in Aussicht stellt, falls er den Göttern opfert (V. 1150–1157), und ihm schließlich mit der Marterung droht, sollte er sich nicht von Christus abwenden (V. 1158–1161), hält Pantaleon unbeirrt an seinem Glauben fest und ist bereit, jegliche Marter freudig zu ertragen (V. 1165–1169). Voller Gottvertrauen und furchtlos lässt er die Marterungen über sich ergehen und sehnt sich sogar nach dem Martyrium, da es ihn zur unmittelbaren Gottesnähe führt (V. 944–947).

## Die Funktion der Heilungswunder
Unverzichtbarer Bestandteil jeder christlichen Heiligenlegende ist die Schilderung von Wundertaten des Heiligen vor und nach seinem Tod. So wie das Schlangenwunder die endgültige Bekehrung Pantaleons bewirkt, veranlasst das zweite Wunder, die Heilung des Blinden (V. 488–675), die Bekehrung des Vaters und die des von der Blindheit Geheilten. Während das erste Wunder als Mittel diente, den künftigen Heiligen selbst in seinem bereits bestehenden Glauben zu bestärken und letzte Zweifel zu beseitigen, dient das zweite Heilungswunder nun der Gewinnung zweier neuer Seelen. Das dritte Heilungswunder, die Heilung des gichtbrüchigen Mannes (V. 992–1119), ist ein Wettstreit zwischen Pantaleon und den heidnischen Ärzten und somit zwischen dem Gott der Christen und den Heidengöttern. Eindrücklich wird hier die Machtlosigkeit der heidnischen Götter anhand der vergeblichen Gebete der Heidenpriester demonstriert (V. 1055–1071), während Pantaleons Gebete wieder erhört werden und die Machtvollkommenheit des Christengottes erneut unter Beweis gestellt wird (V. 1084–1111).
Alle drei Heilungswunder fungieren als Beweise göttlichen Wirkens durch Pantaleon und bedeuten für ihn auch eine Erhöhung seines Ansehens als Arzt, sind also insofern funktional, als sie sich aus dem Beruf des Heiligen ergeben. Pantaleon ist zwar schon vor seiner Bekehrung Arzt, seine Tätigkeit besteht logischerweise ohnehin in der Heilung von Kranken und ist für einen Heiligen prinzipiell nicht relevant, doch der Arztberuf wird von Konrad auch theologisch gedeutet. Somit haben die Heilungswunder eine doppelte Funktion, denn sie demonstrieren nicht nur Gottes Allmacht, sondern auch die besonderen Qualifikationen des Heiligen.

## Die Funktion der Martern
Bereits das zweite Heilungswunder, die Heilung des Blinden, führt zur Verfolgung Pantaleons, denn die heidnischen Ärzte missgönnen ihm seinen Erfolg. Nachdem sie den ehemals Blinden fragen, wie dieser geheilt wurde (V. 788–791), gehen sie zu Kaiser Maximian, zeigen Pantaleon an und bezichtigen ihn der Zauberei (V. 822–854). Der von der Blindheit Geheilte wird später vom Kaiser erneut nach den Heilmethoden Pantaleons befragt, bekennt sich zum christlichen Glauben und wird hingerichtet (V. 855–929). Als Pantaleon daraufhin vor den Kaiser treten muss, ist er von Anfang an bereit, das Martyrium auf sich zu nehmen (V. 945–947). Nachdem Maximian Pantaleon zunächst scheinbar freundlich zur Abkehr von Christus und zum Opfer für die heidnischen Götter bittet (V. 1150–1160), dieser aber standhaft bleibt, befiehlt der Kaiser in seinem Zorn die Marterung (V. 1170–1179).
Konrad schildert im Folgenden fünf Martern, die jedoch alle wirkungslos bleiben, denn da Gott Pantaleon beschützt, nimmt dieser keinen Schaden. Erneut zeigt sich Gottes Macht in Wundern, doch anders als die Heilungswunder, demonstrieren diese Wunder nun nicht die übernatürliche Kraft des Heiligen, sondern den besonderen Schutz, den Gott Pantaleon gewährt.
Alle Wunder sind zwar gleichermaßen auf Gottes Wirken zurückzuführen, doch während Pantaleon bei den Heilungswundern als Mittelsperson fungiert und sich die Wunder auf andere beziehen, lässt Gott die Wunder bei den Martern nun für Pantaleon selbst geschehen. Den Knechten, die gerufen wurden, um ihn zu foltern, erlahmen die Arme (V. 1252–1257); das glühende Blei, in das er geworfen wird, wird ausgelöscht (V. 1330–1341); der Stein, der ihn in die Tiefe des Meeres herabziehen soll, löst sich von seinem Hals (V. 1386–1394); die wilden Tiere, denen er zum Fraß vorgeworfen wird, werden zahm und bekämpfen sich gegenseitig, um Pantaleons Segen zu bekommen (V. 1450–1477); das Rad, an das er gebunden wird, löst sich von seinem Körper und rollt stattdessen in die Menge der Heiden (V. 1604–1641). Jeder dieser fünf Martern geht zunächst der Zorn des Kaisers und die Standhaftigkeit Pantaleons voraus, woraufhin Maximian stets erneut die Marterung anordnet. Bei jeder Marter ruft Pantaleon Christus um Hilfe an, der ihm dann in der Gestalt des Priesters Ermolaus erscheint, ihn errettet, die Folterungen unbeschadet überstehen lässt und ihm Trost und Hoffnung spendet. Diese göttliche Erscheinung ist jedoch nur für den Heiligen selbst wahrnehmbar; öffentlich sichtbar ist nur, dass Pantaleon all den Qualen widersteht und dabei offensichtlich keinen Schmerz empfindet.
In den Martern, die Pantaleon geduldig erleidet, zeigen sich die für den Märtyrer typischen Grundtugenden der Geduld, Furchtlosigkeit, Zuversicht und Glaubensbeständigkeit. Gleichzeitig demonstriert das ständige Erscheinen und Eingreifen Gottes, der sich in Vers 1238 sogar in direkter Rede an Pantaleon wendet, seine außergewöhnliche Nähe zu Gott, die jeden Heiligen auf besondere Weise auszeichnet.

## Tod und Verklärung
Nachdem Pantaleon alle Matern unbeschadet überstanden hat, möchte Maximian wissen, wer ihn diese kvnste (V. 1654) gelehrt hat (V. 1649–1657). Freimütig nennt Pantaleon den Namen seines Lehrers, obwohl er des Kaisers List durchschaut und weiß, dass dieser nicht, wie er vorgibt, ebenfalls bekehrt werden möchte. Pantaleon weiß, dass Ermolaus nun die Hinrichtung droht, aber dennoch holt er ihn herbei, weil er sicher ist, dass sein Lehrer das Leiden und Sterben um des Festhaltens am Glauben willen gerne auf sich nehmen wird. Nachdem Ermolaus bereitwillig das Martyrium erleidet, versucht Maximian vergeblich, Pantaleon dazu zu bewegen, von Christus abzulassen und ordnet die Exekution an (V. 1965–1977). Doch das Schwert, mit dem Pantaleon geköpft werden soll, wird weich wie Wachs (V. 1990–1993), woraufhin seine Henkersknechte sich bekehren und ihn anflehen, ihnen zu verzeihen (V. 2000–2008). Erst nachdem Pantaleon selbst zustimmt, für seine Bekenntnis zu Gott sterben zu wollen, kann er durch das Schwert getötet werden (V. 2079–2089). Sein Tod besiegelt die endgültige Niederlage Maximians, denn nun hat dieser keine Möglichkeit mehr, die Glaubensbeständigkeit Pantaleons zu brechen. Sofort nach seinem Tod wird der Heilige in den Himmel aufgenommen und gelangt damit in die unmittelbare Nähe zu Gott (V. 2090–2095). Milch fließt aus den Wunden seines Körpers und der Baum, unter dem er hingerichtet wurde, trägt eine Fülle neuer Früchte (V. 2101–2109). Durch diese Wunder direkt nach seinem Tod wird die neue Rolle Pantaleons als Heiliger umgehend öffentlich und für alle sichtbar bestätigt. Diese Verklärungswunder, die zum festen Motivbestand jeder Märtyrerlegende gehören, machen Pantaleon, dessen Erwählung und spätere Heiligkeit im Verlauf der Legende häufig angedeutet wird, nun endgültig zum Heiligen. Sofort strömen die Römer in Scharen zu seiner Hinrichtungsstätte, um das Wunder mit eigenen Augen zu sehen (V. 2116–2117). Erstmals verwendet Konrad hier nun den Begriff heilikeite, womit deutlich wird, dass der Begriff in Konrads Legende lediglich die kultische Komponente der Heiligkeit bezeichnet.

## Textausgaben
- Pantaleon von Konrad von Würzburg. 2. Auflage, hrsg. von Winfried Woesler. Max Niemeyer Verlag, Tübingen 1974 (= Altdeutsche Textbibliothek. Bd. 21), ISBN 3-484-20082-0.
- Pantaleon. Bereinigter diplomatischer Abdruck und Übersetzung. Hrsg., übersetzt und mit einem Nachwort versehen von Thomas Neukirchen. Erich Schmidt Verlag, Berlin 2008 (= Texte des späten Mittelalters und der frühen Neuzeit. Bd. 45), ISBN 978-3-503-09848-4.

## Sekundärliteratur
- Rüdiger Brandt: Konrad von Würzburg. Kleinere epische Werke. 2. Aufl., Berlin 2009 (= Klassiker-Lektüren 2).
- Klaus Brinker: Formen der Heiligkeit. Studien zur Gestalt des Heiligen in mittelhochdeutschen Legendenepen des 12. und 13. Jahrhunderts. Bonn 1968.
- Friedrich Ulrich: Darstellung und Stil der Legenden Konrads von Würzburg. Ein Beitrag zur Technik der Legendendichtung. Greifswald 1924.
- Ulrich Wyss: Theorie der mittelhochdeutschen Legendenepik. Erlangen 1973 (= Erlanger Studien, Bd. 1).